# Pisania decollata
Pisania decollata is een slakkensoort uit de familie van de Buccinidae. De wetenschappelijke naam van de soort is voor het eerst geldig gepubliceerd in 1833 door G.B. Sowerby I.